# TV Atalaia
TV Atalaia é uma emissora de televisão brasileira sediada em Aracaju, capital do estado de Sergipe. Opera no canal 8 (35 UHF digital), e é afiliada à Record. A emissora pertence ao Sistema Atalaia de Comunicação, grupo de comunicação pertencente ao político e empresário Walter Franco, e que também possui as rádios Metropolitana FM Aracaju, NovaBrasil FM Aracaju, Cidade 99 FM de Simão Dias e o portal A8.

## História
A TV Atalaia surgiu como iniciativa do grupo empresarial do então senador Augusto Franco, que entre outras empresas, tinha a antiga Rádio Atalaia (Aracaju), fundada em 1969. Em 1972, a Atalaia venceu uma concorrência aberta pelo Ministério das Comunicações e ganhou a concessão do segundo canal de televisão de Aracaju, vencendo as propostas apresentadas pelas rádios Cultura (da Arquidiocese de Aracaju) e Liberdade (então pertencente ao ex-senador Albino Silva da Fonseca).
Os trabalhos de montagem da estrutura e dos equipamentos da emissora, que então era chamada de TV 31 de Março, começaram em janeiro de 1974, em um antigo sítio próximo à Colina de Santo Antônio, um dos pontos mais altos de Aracaju, onde foi erguida a torre de transmissão. Os planos da Atalaia eram de entrar no ar, em fase experimental, no dia 19 de outubro do mesmo ano. Só que, na madrugada do dia 15, uma terça-feira, a quatro dias da primeira transmissão, um incêndio começou na parte técnica e destruiu parte dos equipamentos, além do estúdio principal. A causa, segundo as investigações da polícia na época, foi um curto-circuito no sistema de ar-condicionado. O incidente resultou em um prejuízo de Cz$ 5 milhões (em valores da época) e atrasou totalmente o cronograma de montagem da emissora.
A luta e os esforços aumentaram, até que a emissora, agora chamada TV Atalaia, foi fundada em 17 de maio de 1975, como afiliada a Rede Tupi. O canal 8 VHF de Aracaju, projetou inicialmente barras de testes, quando ao meio dia de sua data de fundação, surgiu um vídeo com o radialista Carlos Mota apresentando a emissora. Foi a primeira TV do Norte-Nordeste a transmitir sua programação totalmente em cores, e seus equipamentos, comprados para substituir o que foi destruído no incêndio do ano anterior, tornaram a TV Atalaia uma das mais modernas e bem-equipadas da região.
Ao entrar no ar, após a celebração de uma missa, transmitiu uma programação local que marcou época, como o Sábado Geral que teve apresentadores de destaque como Reinaldo Moura, Luiz Trindade, Hilton Lopes e João de Barros. Alguns de seus principais programas lançados nessa época foram o Reporter 8 e o Nosso Mundo Infantil.
Com a extinção da Rede Tupi em 1980, a emissora passou transmitir a programação da Rede Bandeirantes. Foi a primeira emissora sergipana a defender as Diretas Já em 1984. Em 1986, deixa a Rede Bandeirantes e passa ser afiliada ao SBT.
Em 28 de junho de 2006, representantes da TV Atalaia e da Rede Record firmaram o contrato de afiliação, em solenidade com coquetel realizado no Quality Hotel, em Aracaju. Em 17 de julho, a TV Atalaia passa a transmitir a programação da Record, depois de 20 anos como afiliada ao SBT.
O motivo pela mudança para nova rede é por conta da falta de dedicação do jornalismo pelo SBT (já evidente nos últimos anos), a constante mudanças de horários que lhe prejudicaram a programação, agravado com a súbita mudança da novela Rebelde para o mesmo horário do telejornal local, levando a emissora a decidir não renovar o contrato, quando a emissora se afiliou à Record. Na mesma semana, a TV Pajuçara de Maceió, Alagoas também deixou a rede, em 23 de junho.
Em 17 de março de 2011, aniversário de Aracaju, o Sistema Atalaia de Comunicação, traz novidades para o estado: a Atalaia FM passa a ser chamada de Megga FM e a TV Atalaia estreia seu novo telejornal, o Sergipe Notícias, exibido nas manhãs de ambas as emissoras. Em 4 de julho, a TV Atalaia estreou Grávidos, a primeira série de televisão totalmente gravada no estado, com 20 capítulos. Em 5 de setembro, a emissora reestreia o programa Tudo a Ver Sergipe, uma versão local do programa de mesmo nome exibido pela Record, a atração combina jornalismo com entretenimento através das melhores matérias da TV Atalaia. Um dos quadros é semelhante a edição nacional, o Top 10, esse com os videos enviados pelos telespectadores.
Em 17 de maio de 2012, a emissora completou 37 anos e realizou mudanças em seus telejornais, retirando a tradicional bancada dos telejornais. Em 15 de agosto, a TV Atalaia inaugurou a primeira sucursal de uma emissora de televisão no estado de Sergipe, na cidade de Itabaiana.
Em abril de 2014, a emissora resolveu voltar a investir pesado em esportes. Desta forma, estreou o Atalaia Esporte. O programa é exibido ao meio-dia e é apresentando pela jornalista Lílian Fonseca. Com a alteração, o Jornal do Estado 1ª Edição passou a ser exibido ao meio-dia e quinze. A emissora também realizou modificações nos cenários de todos os telejornais. Em 23 de dezembro, a emissora fechou a sucursal de Itabaiana sem maiores explicações. Em dezembro de 2014, o diretor de jornalismo Eduardo do Valle se desligou da emissora. O jornalista Marcos Cardoso assumiu o posto, mas não ficou por muito tempo. O jornalista Eduardo Andrade ocupou o cargo por alguns meses, mas em maio de 2016, o jornalista Eduardo do Valle retornou ao comando do departamento de jornalismo. A emissora lançou a versão local do Balanço Geral com o comando de Claudio Luis.
Em 15 de junho de 2015 a emissora lança a versão local do programa Cidade Alerta, comandado por Gilmar Carvalho. Após 1 mês em reforma, no dia 5 de outubro, a TV Atalaia estreia um novo cenário fixo para os programadas da casa, composto por um telão touch, videowall e por uma tela que muda de programa para programa, geralmente variando fotos da cidade de Aracaju e outro novo exclusivo para o programa Você em Dia, com decoração voltada para a sala de estar de uma casa e com uma grande vista para o jardim. Neste dia todos os programas da casa ganharam novos grafismos, exceto os programas Balanço Geral Sergipe e Cidade Alerta Sergipe que seguem visual padronizado pela Record. O Portal A8SE também foi totalmente remodelado, mais próximo ainda aos padrões do portal R7.
Em janeiro de 2016, a emissora anuncia a compra dos direitos de transmissão do Campeonato Sergipano de Futebol 2016 e que irá exibir um jogo por rodada todos os sábados pela tarde. Em 15 de fevereiro, a TV Atalaia muda a sua programação com a saída do programa A8 na TV sem nenhuma explicação, foram retirados também alguns programas que eram terceirizados e ocupavam a grade de sábado. No local desses programas está sendo exibido Game Quiz Show da G2PTV, no horário das 14h às 14h45. Neste mesmo dia, Priscila Andrade assumiu o Balanço Geral SE, o antigo apresentador Evenilson Santana volta a ser repórter por decisão da direção da emissora e Candisse Matos assumiu oficialmente o Jornal do Estado 1.ª Edição. O programa Tolerância Zero ganhou novo pacote visual e a redução do tempo do programa, até às duas da tarde, o que futuramente, poderia prejudicar a audiência no horário. Em julho de 2016, a emissora definitivamente retira do ar, a produção independente da G2PTV, e o programa Tolerância Zero, passa a reassumir o horário normalmente de segunda a sexta.
Em maio, a jornalista Lílian Fonseca, que comandava o Atalaia Esporte, é desligada da emissora, indo mais tarde para o Esporte Interativo. Rafaella Oliveira assume o programa esportivo. No mês seguinte, a jornalista Amália Roeder, que apresentava o 'Jornal do Estado 2.ª Edição com Gilvan Fontes, assumiu o comando do Jornal do Estado 1ª Edição, até o dia 19 de agosto. Em 22 de agosto, a emissora realizou pequenas modificações nos programas. No horário da manhã, o Balanço Geral SE, passou a se chamar Balanço Geral Manhã. O Jornal do Estado 1.ª edição deixa a programação e é substituído pelo Balanço Geral SE, apresentado por Tiago Hélcias e com comentários do consultor de segurança pública, o policial militar Coronel Maurício Iunes. Em 28 de agosto, estreia o Burburinho, programa de entretenimento que mistura, música, estilo de vida, gastronomia, saúde e uma infinidade de variedades e é apresentado pelos jornalistas: Thayssa Bezerra, Sol Meneghini, Jéssica Lieko e Marcelo Efron.
Em 20 de março de 2018, a emissora cancelou o TV Atalaia Entrevista, depois que seu apresentador, Carlos Batalha, proferiu notícias falsas sobre a vereadora Marielle Franco, assassinada a tiros no Rio de Janeiro, uma semana antes. Em 29 de março, vai ao ar a última edição do Boa Noite Sergipe, comandado por Tamires Franci, o telejornal é extinguido dando assim mais espaço ao Cidade Alerta Sergipe, que passa a ter uma hora completa. Em 2 de abril, estreia o telejornal matinal SE No Ar, com Tamires Franci.

## Sinal digital
| Canal virtual | Canal digital | Proporção de tela | Programação                                    |
| ------------- | ------------- | ----------------- | ---------------------------------------------- |
| 8.1           | 35 UHF        | 1080i             | Programação principal da TV Atalaia / RecordTV |

A emissora iniciou suas transmissões digitais em 22 de janeiro de 2009, através do canal 35 UHF, sendo a primeira emissora de Sergipe e também a primeira afiliada da Rede Record a operar a nova tecnologia. Foi organizada uma solenidade que contou com a presença do proprietário da emissora, Walter Franco, do governador do estado, Marcelo Déda, e do prefeito de Aracaju, Edvaldo Nogueira. Em 1º de março de 2010, os programas e telejornais da emissora passaram a ser produzidos em alta definição.
Transição para o sinal digital
Com base no decreto federal de transição das emissoras de TV brasileiras do sinal analógico para o digital, a TV Atalaia, bem como as outras emissoras de Aracaju, cessou suas transmissões pelo canal 08 VHF em 30 de maio de 2018, seguindo o cronograma oficial da ANATEL.

## Programas
Além de retransmitir a programação nacional da Record, a TV Atalaia produz e exibe os seguintes programas:
- Balanço Geral SE Manhã: Jornalístico, com Fábio Henrique
- Balanço Geral SE: Jornalístico, com Sérgio Cursino;
- Tolerância Zero: Jornalístico policial, com Claudio Luis;
- Você em Dia: Programa de variedades, com Jaquelline Cruz;
- Cidade Alerta Sergipe: Jornalístico policial, com Mariana Sena;
- Jornal do Estado: Telejornal, com Gilvan Fontes;
- Balanço Geral Edição de Sábado: Jornalístico, apresentado em esquema de rodízio;
- Canal Elétrico: Programa musical, com Fabiano Oliveira;
- Batalha na TV: Programa de entrevistas, com Carlos Batalha

Diversos programas compuseram a grade da emissora e foram descontinuados:
- 1, 2, 3 & Laura
- A Tribuna do Povo
- A8 na TV
- Agro Atalaia
- Atalaia Esporte
- Atalaia nos Esportes
- Atalaia Show
- Blá Blá Tivi
- Boa Noite Sergipe
- Burburinho
- Domingo Rural
- Esporte 8
- Esporte Agora
- Fala Cidadão
- Fala Consumidor
- Fala Sergipe
- Gente da Comunidade
- Jornal Bandeirantes - Edição local
- Jornal da Cidade
- Na Boca do Povo
- Nosso Mundo Infantil
- Programa Hilton Lopes
- Programa Tudo
- Rebobinando
- Repórter 8
- Sabadão do Bareta
- Sábado Geral
- SBT Sergipe
- SE no Ar
- Sergipe Notícias
- Sergipe que a Gente Ama
- Show do Bareta
- Telejornal Bancest
- That's All
- TJ Cidade
- TJ Sergipe
- TV Atalaia Entrevista
- Tudo a Ver Sergipe
- Você Vahle

### Transmissões especiais

#### Pré-Caju
A emissora também transmitia a prévia carnavalesca que ocorria no mês de janeiro.
Em 2010, a emissora contou com mais um recurso para a transmissão do evento: um helicóptero, que foi utilizado para obter melhores imagens do evento.

#### Miss Sergipe
A TV Atalaia em 20 de março de 2010, patrocinou e cobriu o concurso de Miss Sergipe 2010. A cobertura foi tão positiva que muitos telespectadores esperam que em 2011 o Miss Sergipe seja transmitido ao vivo.

#### Fest Verão Sergipe
A TV Atalaia transmitiu com exclusividade o Fest Verão Sergipe 2016 ao vivo nos dias 23 e 24 de janeiro (sexta e sábado, respectivamente). A transmissão foi totalmente em alta definição e foi considerada pela maior parte da população um show. A emissora exibiu nas semanas que antecederam o festival, o programa O Melhor do Verão com o empresário idealizador da festa, Fabiano Oliveira.

## Retransmissoras
| Cidade                   | Analógico | Digital | Cidade                  | Analógico     | Digital | Cidade                  | Analógico | Digital |    |
| ------------------------ | --------- | ------- | ----------------------- | ------------- | ------- | ----------------------- | --------- | ------- | -- |
| Amparo de São Francisco  | 04        | -       | Arauá                   | 10            | -       | Areia Branca            | 05        | -       |    |
| Brejo Grande             | 08        | -       | Campo do Brito          | 10            | 42      | Canhoba                 | 05        | -       |    |
| Canindé de São Francisco | 10        | -       | Cedro de São João       | 12            | -       | Cristinápolis           | 12        | 35      |    |
| Cumbé                    | 04        | -       | Divina Pastora          | 11            | -       | Estância                | 12        | -       |    |
| Feira Nova               | 12        | -       | Gararu                  | 04            | -       | Graccho Cardoso         | 03        | -       |    |
| Ilha das Flores          | 07        | -       | Indiaroba               | 10            | -       | Itabaiana               | -         | 08 (35) |    |
| Itabaianinha             | 02        | 35      |                         | Itabi         | 11      | -                       | Japoatã   | 09      | -  |
| Lagarto                  | 05        | -       | Macambira               | 10            | 42      | Malhada dos Bois        | 03        | -       |    |
| Malhador                 | 12        | -       | Moita Bonita            | 10            | 42      | Muribeca                | 04        | -       |    |
| Neópolis                 | 02        | -       | Nossa Senhora Aparecida | 07            | -       | Nossa Senhora da Glória | 12        | -       |    |
| Nossa Senhora de Lourdes | 03        | -       | Pacatuba                | 03            | -       | Pedra Mole              | 07        | -       |    |
| Pedrinhas                | 10        | -       | Pinhão                  | 08            | -       | Poço Redondo            | -         | 38 (43) |    |
| Poço Verde               | 04        | -       | Porto da Folha          | 04            | -       | Propriá                 | 12        | -       |    |
| Riachão do Dantas        | 23        | -       | Riachuelo               | 06            | -       | Ribeirópolis            | 10        | 42      |    |
| Salgado                  | 10        | -       | Santa Luzia do Itanhy   | 07            | -       | São Francisco           | 10        | -       |    |
| São Miguel do Aleixo     | 11        | -       | Simão Dias              | 05            | -       | Telha                   | 08        | -       |    |
| Tobias Barreto           | 12        | 22      |                         | Tomar do Geru | 07      | -                       | Umbaúba   | 07      | 35 |